# Évariste Vital Luminais
Évariste Vital Luminais (13 de octubre de 1821 – 10 o 15 de mayo de 1896) fue un pintor francés. Es más conocido por sus trabajos que describen temas de la historia francesa temprana, por lo que a veces se lo llamó "el pintor de los galos".

## Vida y carrera

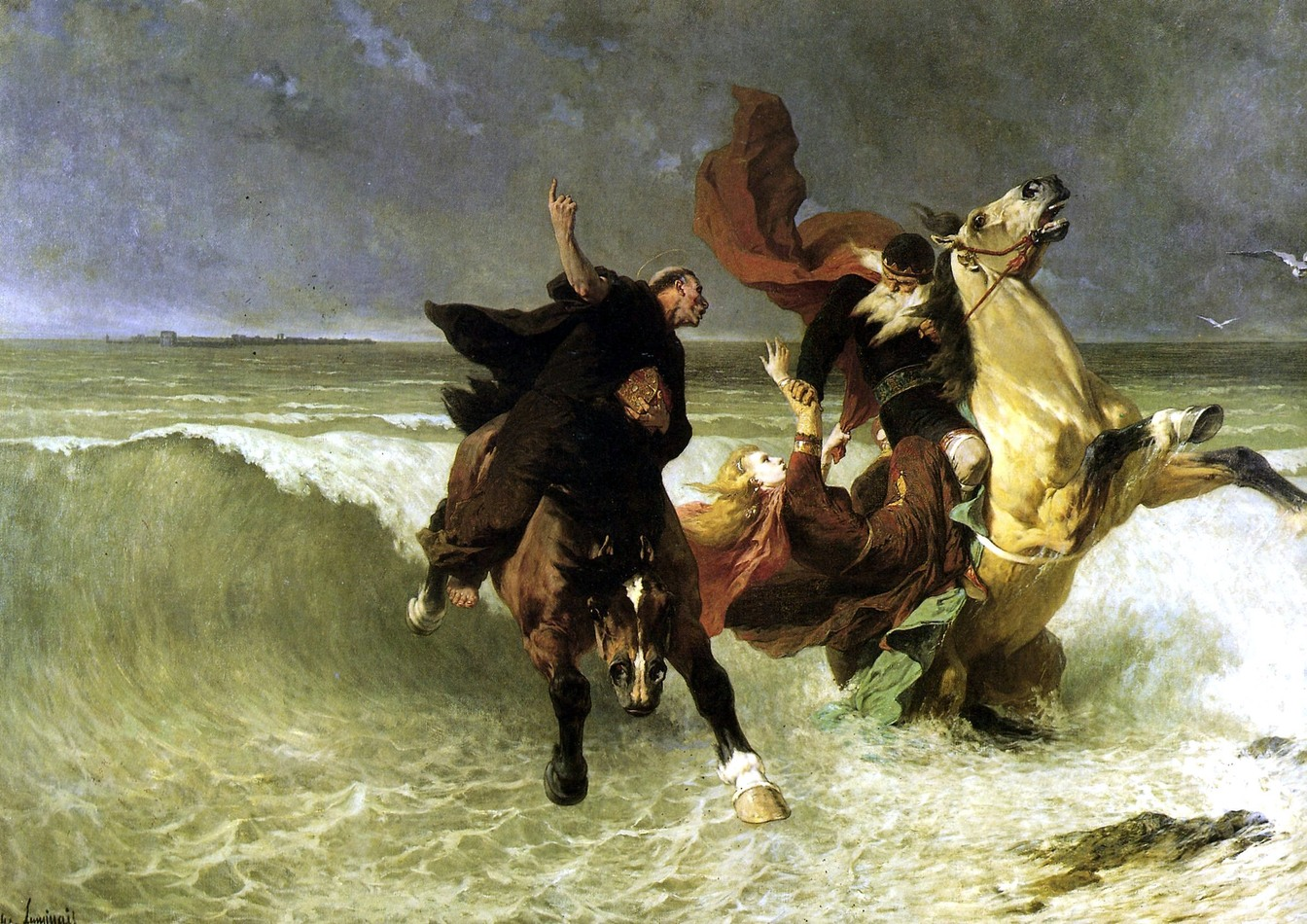
Vuelo del Rey Gradlon (c. 1884)

Luminais nació en Nantes, en el seno de una familia parlamentaria y de tradición legalista. Su bisabuelo Michel Luminais fue un oficial en la región de Vandea; su abuelo Michel-Pierre Luminais representó esta provincia en el parlamento de 1799 a 1803; y su padre, René Marie Luminais, fue representante de Loira Atlántico de 1831 a 1834, y de Indre y Loira de 1848 a 1849. Consciente del talento artístico natural de Évariste, su familia lo envió a París cuando cumplió 18 años, para estudiar con el pintor y escultor Auguste Debay. También estudió con Léon Cogniet, un pintor histórico y de retrato, que tuvo entre sus alumnos a León Bonnat, y Constante Troyon, quién pintó paisajes y animales.
Se casó dos veces. Con su primera mujer, Anne Foiret, tuvo una hija, Esther. Después de la muerte de Anne en 1874, volvió a casarse en 1876 con una de sus alumnas, Hélène de Sahuguet d'Amarzit d'Espagnac. Hélène había estado casada con Claude Durand de Neuville, pero enviudó en la Guerra de 1870.

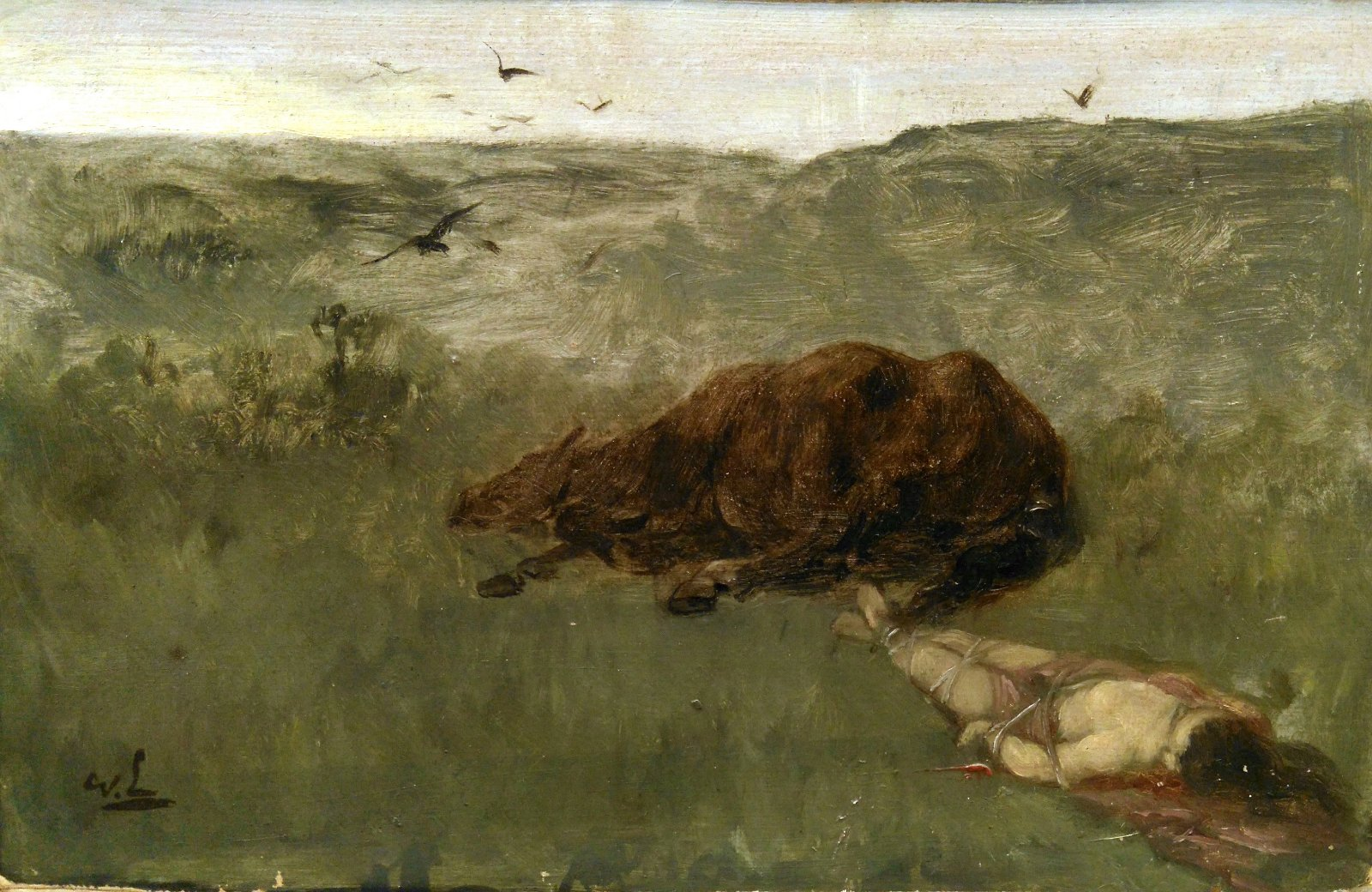
Brunegilda, boceto.

Hizo su debut oficial en el Salón de París de 1843, donde dos de sus pinturas fueron exhibidas. Ganó medallas en distintas ediciones del Salón, en 1852, 1855, 1857, 1861 y 1889. En 1869, le otorgaron la Legión de Honor. Ganó la medalla de oro en la Exposición Universal de París de 1889, y fue miembro fundador de la Société des Artistes Français. Por más de cuarenta años, dividió su tiempo entre su estudio de París, ubicado en el número 17 bulevar Lannes, y su casa de verano y estudio en el pueblo de Douadic, en la región de Brenne. El área había sido recomendada por dos amigos, Jules de Vorys y Louis Fombelle. Entre su alumnado se contaba a Albert Maignan y Emily Sartain; lo que lo convirtió en uno de los pocos pintores de la Academia que enseñó a mujeres.
Évariste Vital Luminais murió en París a los 75 años de edad, y fue enterrado en el pequeño cementerio de Douadic. Su ciudad natal, Nantes, tiene una calle que lleva su nombre.

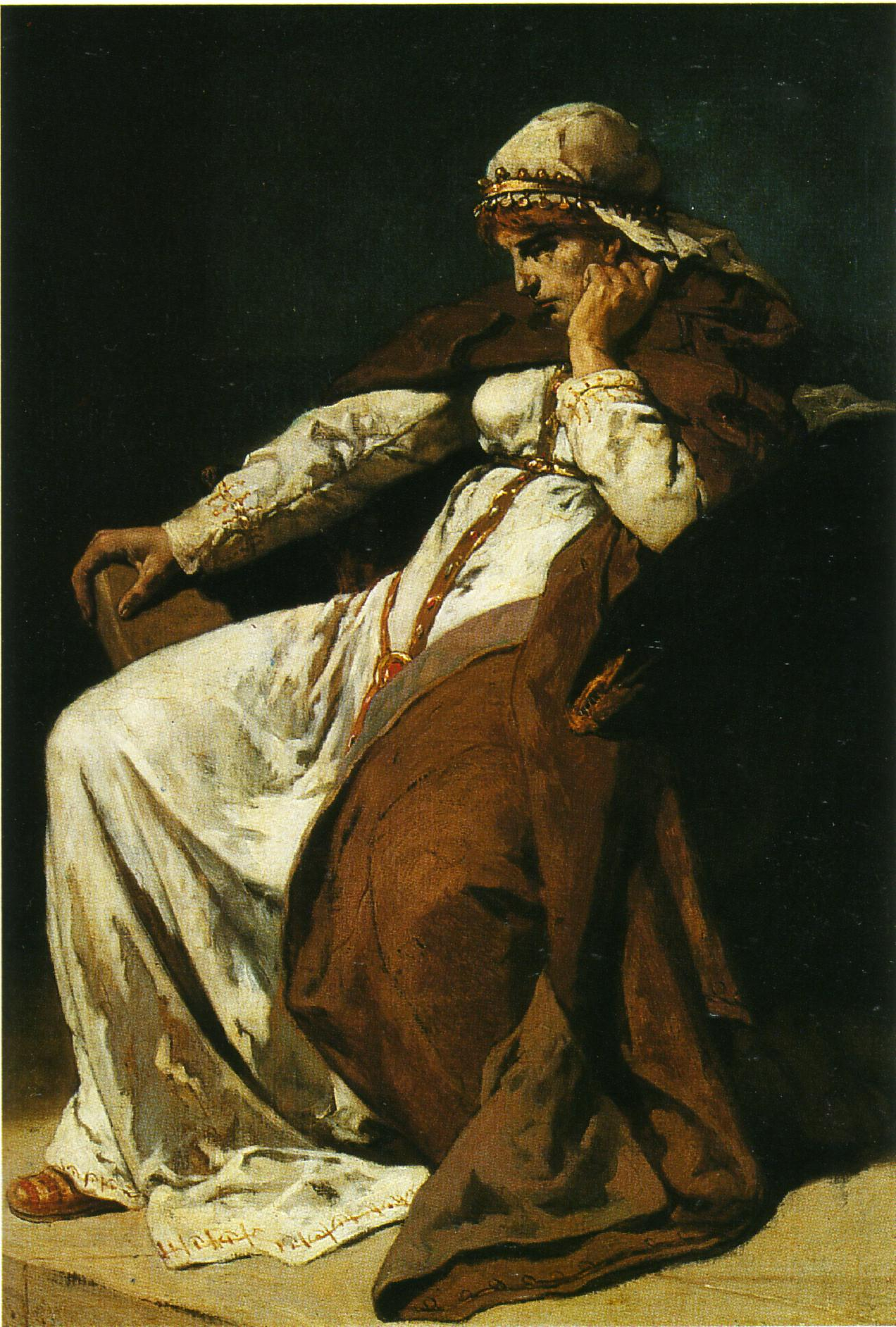
Una princesa merovingia.

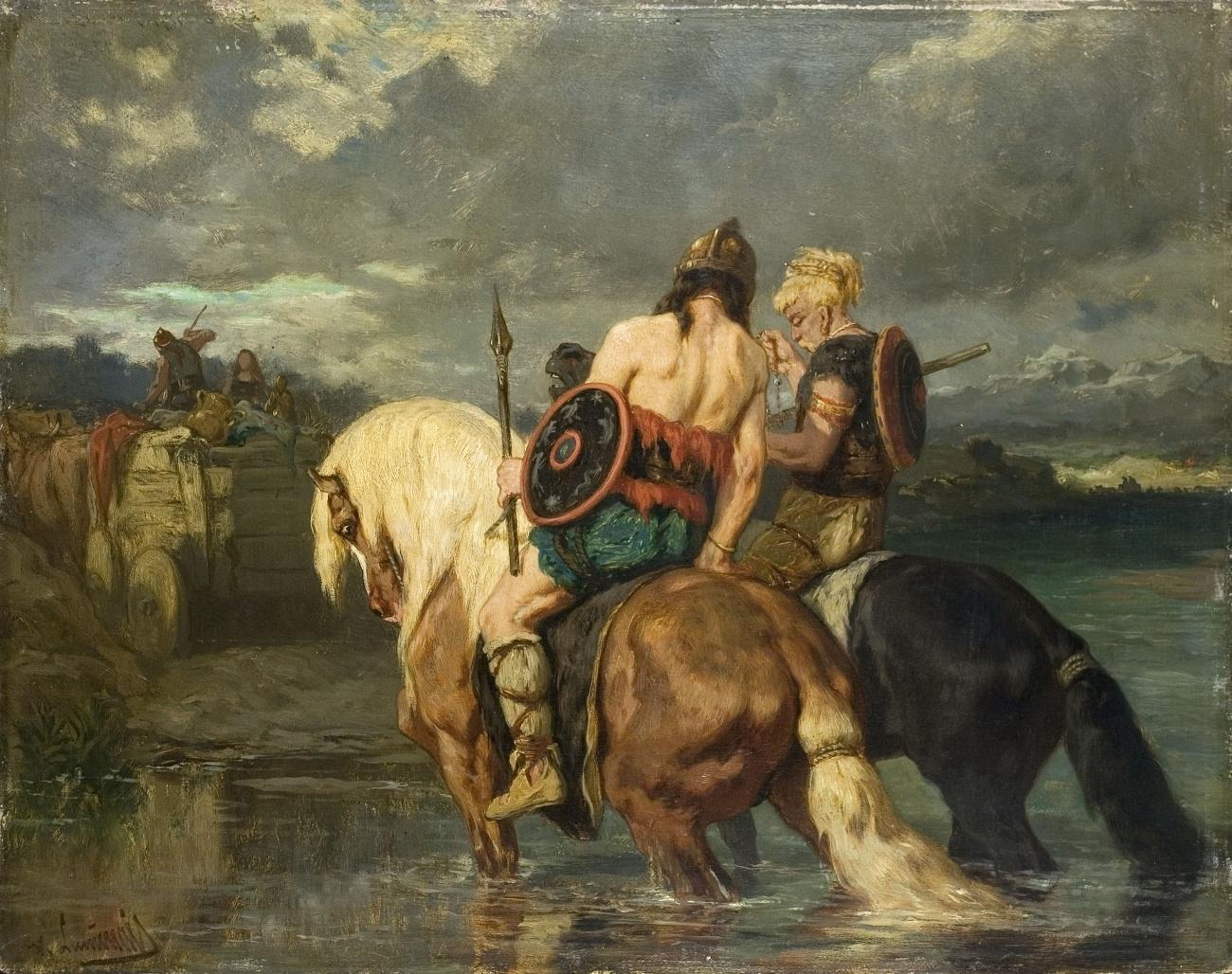
Godos atravesando un río.

## Obra
Luminais trabajó en el género y modos históricos. Se encontraba entre los pintores académicos, que satisfacían la demanda social de obras históricas engrandecedoras, incluso propagandísticas en los primeros años de la Tercera República, después de la derrota en la guerra franco-prusiana. Como tal, compartió la condena de los defensores del arte moderno. De todos modos, en algunas pinturas, como La viuda (1865) presagia el realismo social. También utilizó un aderezo histórico para hacer que las escenas de caza y campesinas fueran más aceptables a la Academia.

## Galos y otros pueblos antiguos
Luminais jugó un papel importante en la difusión de la iconografía de los galos: su imagen popular, con cabellos largos y muchas veces trenzados y cascos alados, fue desarrollada por los historiadores de entonces como parte de su estudio de la historia de Francia. Llamado en ocasiones el "pintor de los galos", a veces presentaba enfrentamientos entre pueblos, como romanos endurecidos en campaña con corazas reforzadas de metal contra atrevidos celtas con el torso desnudo, solo con casco y escudo como protección.

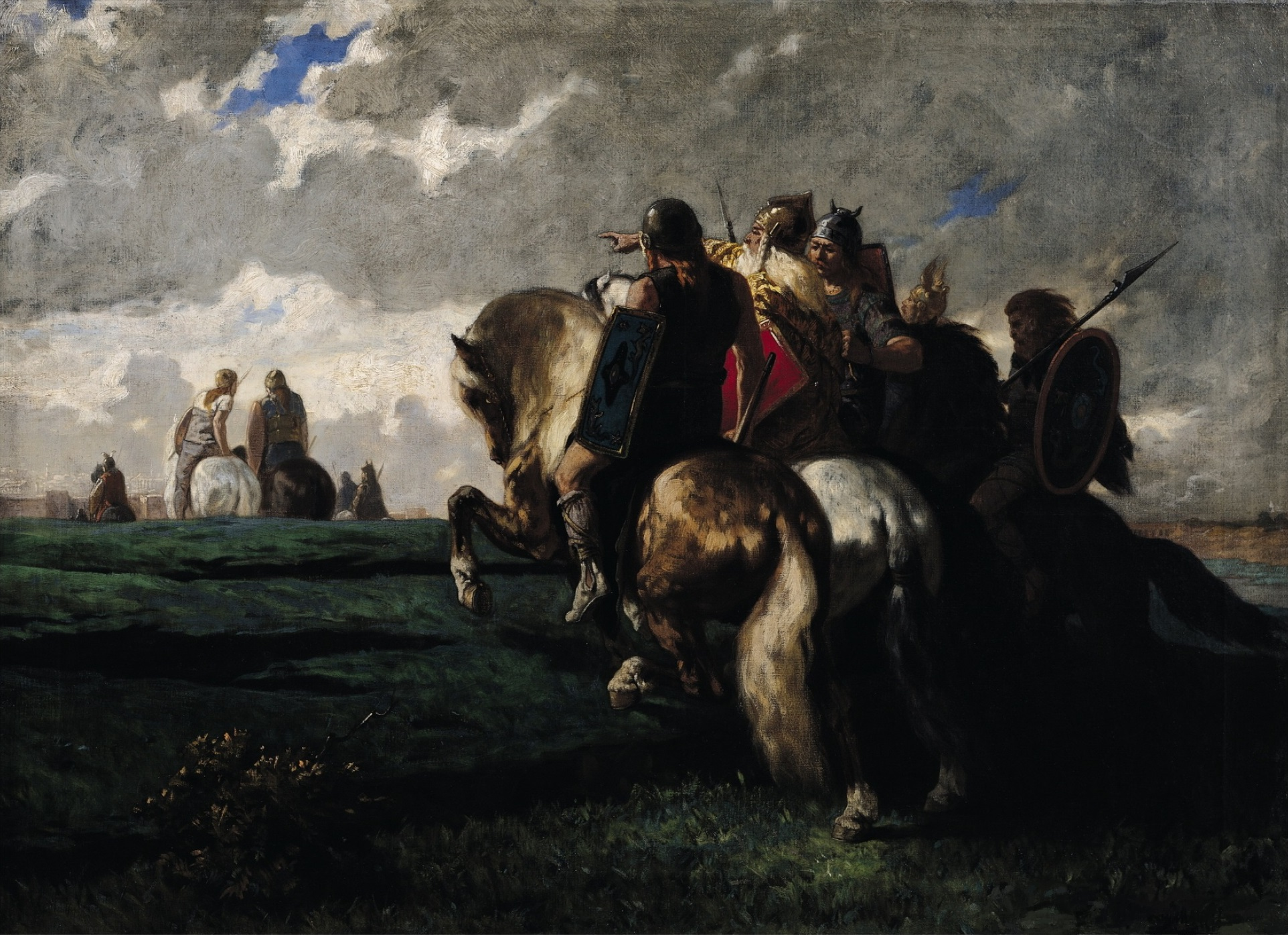
Galos a la vista de Roma.

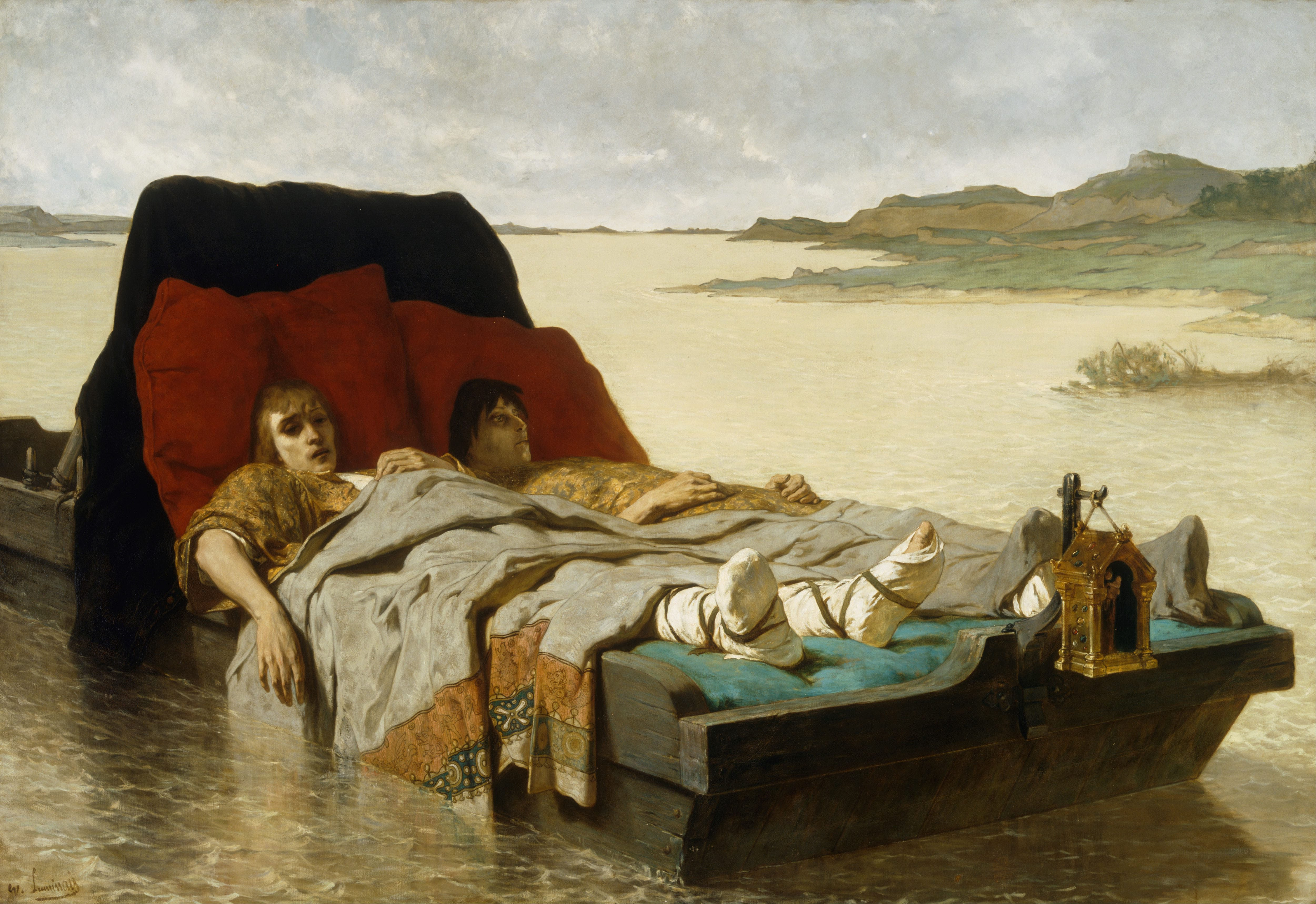
Los hijos de Clodoveo II.

Como era común en los pintores históricos decimonónicos, aunque se esforzaban por evitarlos, sus pinturas contienen anacronismos y detalles fuera de lugar debidos al todavía limitado conocimiento de tales pueblos por la falta de pruebas arqueológicas. Basado en una antigua leyenda, su obra probablemente más famosa es Los hijos de Clodoveo II, que causó sensación en el Salón de 1880; Simone de Beauvoir escribió en 1960 sobre su "horror en calma".